# Gaichtspitze
Gaichtspitze är en bergstopp i Österrike.   Den ligger i distriktet Reutte och förbundslandet Tyrolen, i den västra delen av landet, 400 km väster om huvudstaden Wien. Toppen på Gaichtspitze är 1 986 meter över havet, eller 274 meter över den omgivande terrängen. Bredden vid basen är 2,4 km.
Terrängen runt Gaichtspitze är bergig åt sydväst, men åt nordost är den kuperad. Runt Gaichtspitze är det ganska glesbefolkat, med 26 invånare per kvadratkilometer.. Närmaste större samhälle är Reutte, 6,1 km öster om Gaichtspitze. 
I omgivningarna runt Gaichtspitze växer i huvudsak blandskog.